# Regina Osiecka
Regina Halina Osiecka (ur. 1949) – polska biolog, profesor nauk biologicznych.

## Życiorys
W 1971 r. ukończyła studia biologiczne na Uniwersytecie Łódzkim, w 1980 r. obroniła pracę doktorską, w 1993 r. habilitowała się na podstawie pracy zatytułowanej Cytogenetyczne badania wpływu pestycydów - potencjalnych mutaganów - na komórki merystemów korzeniowych Vicia faba. W 2009 r. uzyskała tytuł profesora nauk biologicznych.
Została zatrudniona na Uniwersytecie Łódzkim, oraz jest przewodniczącą komisji rewizyjnej na Oddziale Łódzkim Polskiego Towarzystwa Genetycznego.

## Odznaczenia
- Srebrny Krzyż Zasługi[5]